# Синьга американська
Синьга́ американська (Melanitta americana) — вид водоплавних птахів родини качкових (Anatidae). Поширений у Північній Америці та Східній Азії.

## Поширення
Птах гніздиться на заході Аляски (США), у Ньюфаундленді (Канада) і на Далекому Сході Росії. Зимує в морі вздовж атлантичного узбережжя США та Канади, а також у Тихому океані на узбережжі Північної Америки на південь до північної Нижньої Каліфорнії (Мексика), а також в Японії, Кореї та Китаї. Деякі птахи можуть зимувати на Великих озерах. Цей вид є дуже рідкісним бродягою у Західній Європі.